# Lijnen voor morgen
Lijnen voor morgen was een nota van het Gemeentevervoerbedrijf Amsterdam, gepubliceerd in 1969, waarin een voorstel werd gedaan om in afwachting van de voltooiing van de metro, waarvan tot de aanleg daarvan in 1968 was besloten, het tramnet te beperken tot een wijdmazig hoofdnet met enkele zware lijnen welke zo veel mogelijk op vrije baan in een hoge frequentie zouden worden bereden. In tegenstelling tot de mislukte proef met eierkoeken in 1967 zou de trambaan met betonnen persriggels en een ononderbroken witte lijn volledig vrij van het overige verkeer worden. Dit zou dan kunnen functioneren totdat het gehele metronet naar verwachting rond het jaar 2000 gereed zou zijn, wanneer dan ook de nieuwste trams uit de jaren zestig zouden zijn afgeschreven. Het voorstel uit 1969 was als volgt:
- Lijn 1: opheffen
- Lijn 2: opheffen
- Lijn 3: inkorten tot het traject Muiderpoortstation - Frederik Hendrikplantsoen
- Lijn 4: vanaf het Victorieplein verleggen naar de President Kennedylaan in plaats van naar het Europaplein
- Lijn 7: verbussen
- Lijn 9: handhaven
- Lijn 10: verleggen naar Zoutkeetsgracht in plaats van naar de Van Hallstraat
- Lijn 13: verlengen vanaf Slotermeer naar Geuzenveld
- Lijn 16: verlengen vanaf het Haarlemmermeerstation naar het Stadionplein
- Lijn 17: komend vanaf Osdorp verleggen vanaf het Surinameplein via de Overtoom en Leidsestraat naar het Centraal Station
- Lijn 24: handhaven
- Lijn 25: opheffen (spitslijn 49 zou dan een volwaardige buslijn worden en op alle dagen en uren rijden)
- Lijn 27: verbussen
- een (spits) versterkingslijn voor de lijnen 13 en 17 van het Mercatorplein via de Rozengracht, Leidsestraat en Overtoom naar het Surinameplein

De voor deze lijn benodigde verbindingsbogen vanuit de Raadhuisstraat naar de Nieuwezijds Voorburgwal werden aangelegd maar zijn in de normale dienst nooit gebruikt, behalve bij omleidingen.
Uiteindelijk zouden er dus 8 tramlijnen (lijnen 3, 4, 9, 10, 13, 16, 17 en 24) en de versterkingslijn overblijven die echter in een hoge frequentie met de 160 gelede trams zouden worden bereden. De gedachte achter het plan was dus om parallelle lijnen te voorkomen. Zo was de gedachte dat lijn 4 lijn 25 kon vervangen, lijn 16 lijn 2 kon vervangen en lijn 17 lijn 1 en 27. Ook had men getracht zo veel mogelijk afslaande trambewegingen te beperken.

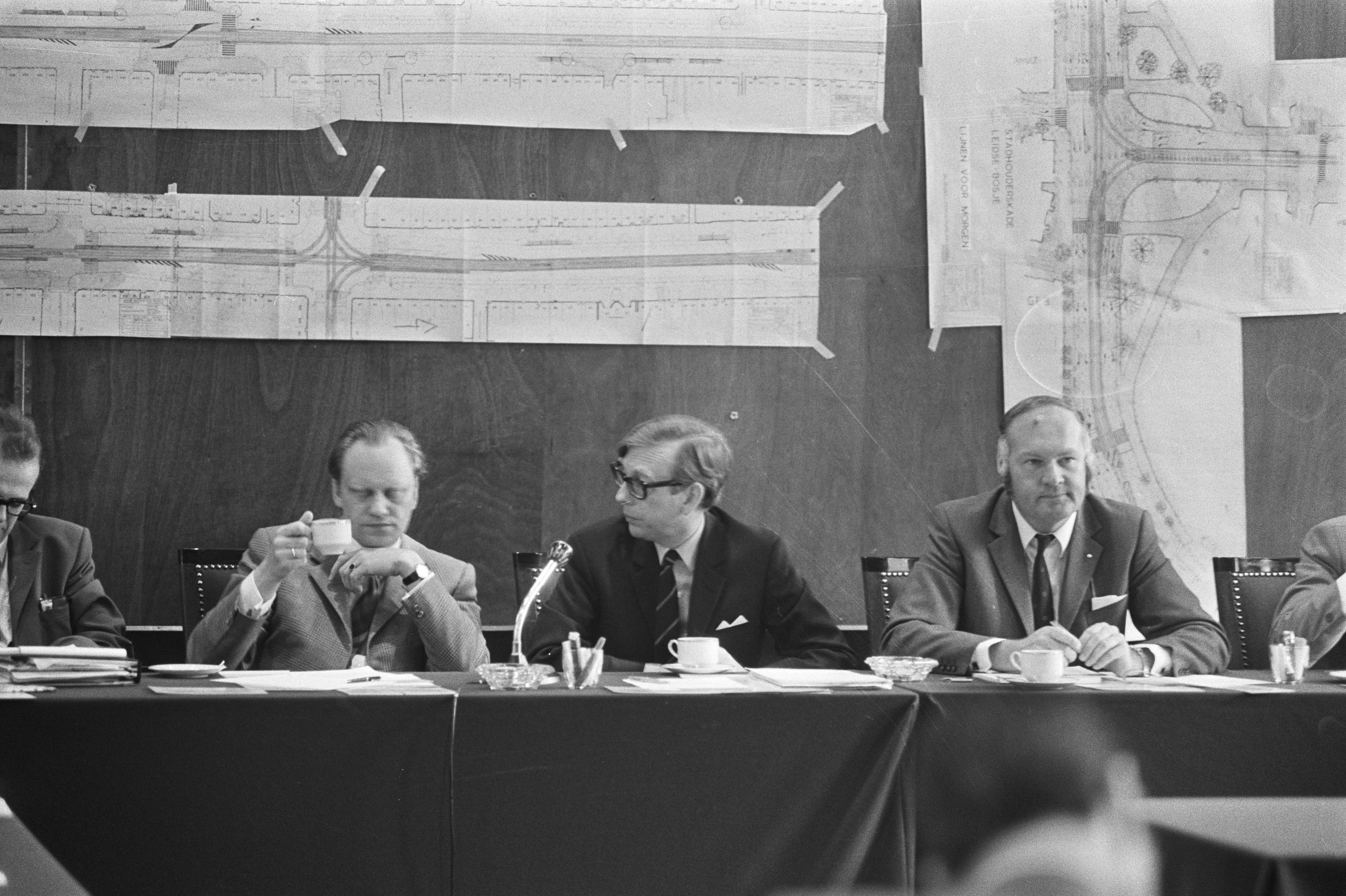
persconferentie 24 mei 1971 over uitvoering eerste fase

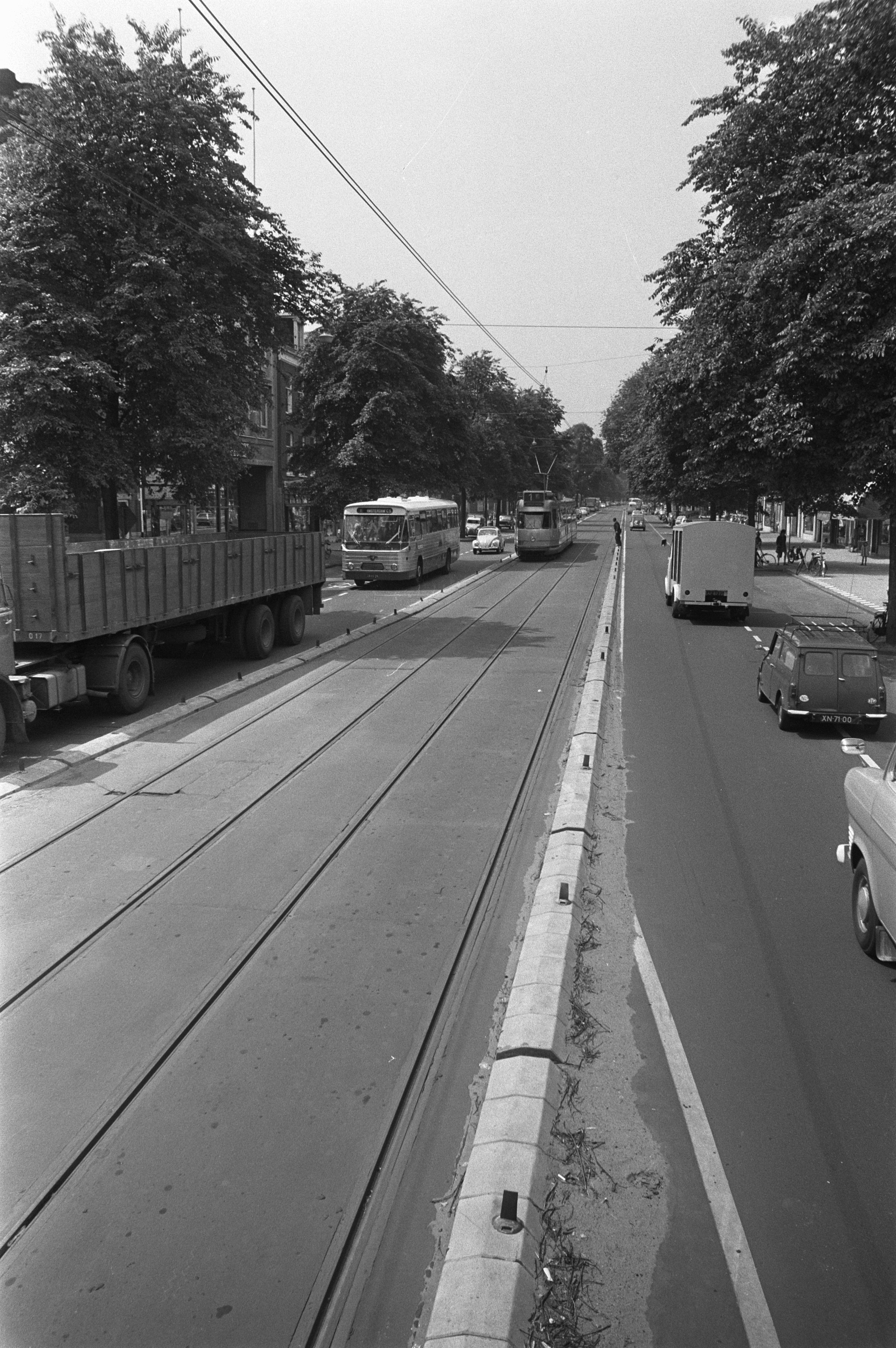
gerealiseerde vrije trambaan Overtoom 1972

Na protesten is uiteindelijk van het plan alleen in 1971 de rechttrekking van lijn 17 (als de nieuwe lijn 1) uitgevoerd waarbij de lijn uiteindelijk een geheel eigen baan kreeg. De Leidsestraat werd voor het autoverkeer afgesloten. Voorts werd lijn 16 naar het Stadionplein verlengd. Wel verdween het traject over de Amstelveenseweg van de oude lijn 1. De opheffing van lijn 2 mocht pas plaatsvinden als lijn 16 geheel op vrije baan reed en ook op opheffing van lijn 25 ging niet door. De lijnen 7 en 27 werden uiteindelijk niet verbust. Lijn 7 bleef bij stemming in de gemeenteraad met een meerderheid van slechts een stem behouden. Lijn 27 werd vernummerd in lijn 17 (in feite werd lijn 17 ingekort tot zijn oude route) en ging voor 3 maanden op proef rijden (ook buiten de spitsuren) maar bleef uiteindelijk definitief. De spitsuurversterkingslijn van lijn 13 en 17 kwam er uiteindelijk niet. Ook lijn 2 werd uiteindelijk niet opgeheven.
In 1972 verliet men de uitgangspunten van de nota, mede door de tegenslagen in de metro-aanleg, waardoor het een utopie werd dat de Amsterdamse tram zou worden opgeheven. In 1973 verscheen een nieuwe nota Tram in nieuwe banen waarbij het tramnet behalve in Noord en Zuidoost sterk zou worden uitgebreid. Van dit plan is vrijwel niets gerealiseerd behalve in later jaren enkele trajecten. Daarna verscheen het Lijnenplan 1974-1978 waarvan uiteindelijk wel het een en ander werd gerealiseerd, waaronder de verlenging van lijn 13 naar Geuzenveld en de verlenging van lijn 2 naar Slotervaart-Zuid maar bijvoorbeeld niet de verlenging van lijn 25 naar Buitenveldert.

## Variant 21e eeuw
Met de komst van de Noord/Zuidlijn, die op 22 juli 2018 werd opgeleverd, was er een discussie gaande die in het verlengde van de hierboven genoemde plannen lag. In 2011 stelde de gemeente Amsterdam publiekelijk slechts dat de tram- en buslijnen geoptimaliseerd moesten worden zodra de Noord/Zuidlijn gereed zou zijn. Wat dit concreet zou betekenen was nog niet bekend maar duidelijk was wel dat er lijnen zouden moeten sneuvelen. Een rapport genaamd Netoptimalisatie lag hieraan ten grondslag.